# Нове вбрання короля
«Нове вбрання короля» (дан. Kejserens nye klæder) — казка данського письменника Ганса Крістіана Андерсена. Твір вперше опублікований 7 квітня 1837 року у збірнику оповідань для дітей «Казки, розказані дітям» (дан. «Eventyr fortalte for Børn»). Сюжет запозичений з новели Хуана Мануеля, опублікованої в 1335 році в першій частині книги «Граф Луканор». Цей факт задукоментований у щоденнику Андерсена, в якому письменник згадує збірку новел Карла фон Бюлова як джерело історії.

## Сюжет

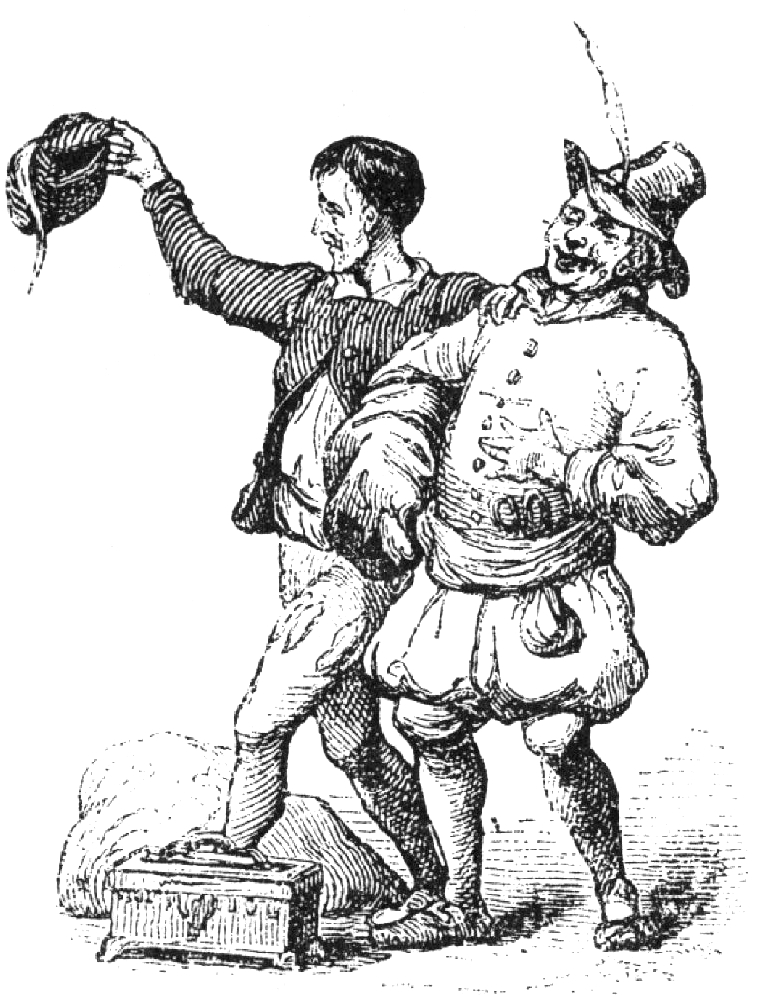
Ілюстрація Вільгельма Педерсена

Король деякої держави наймає двох пройдисвітів, які обіцяють пошити йому одяг з настільки тонкої тканини, що вона буде практично невидимою для дурнів. Провівши деякий час за порожнім ткацьким верстатом, шахраї передають королю невидимі «шати». Король і всі його наближені помічають, що не можуть побачити обновку, проте бояться в цьому зізнатися, щоб не уславитися дурнями. Таким чином, король походжає голим і всі захоплюються його «новими чудовими шатами». Лише маленький хлопчик, що спостерігав за цим фарсом, викриває короля, крикнувши йому вслід: «А король — голий!» — фразу, що стала згодом крилатою (оригінал фрази звучить як: «Men han har jo ikke noget paa»). Народ підтримує хлопчика, а викритий король намагається приховати свій сором, гордо ступаючи далі, ніби нічого не сталося.

## Подібні історії
Подібний, але більш розгорнутий сюжет згадується у народних голландських легендах про Тіля Уленшпігеля, позитивного фольклорного героя XIV століття, широко відомому у викладі  Шарля де Костера. За легендою, Уленшпігель, який вдавав майстерного маляра́, запропонував одному ландграфові зобразити його на картині в оточенні наближених знатних людей. 
Проте, всі люди, яких треба було зобразити на картині мали фізичні вади, і погрожували Уленшпігелю смертельною розправою, якщо він не прикрасить їх.  Водночас сам ландграф, і собі обіцяє стратити Уленшпігеля, якщо він хоч найменшим чином викривить груповий портрет. 
Зрештою, Уленшпігель так нічого й не намалював за відведені йому 60 днів, які він провів у святкуваннях та розкошах, і вдався до хитрощів, відомих з казки про голого короля. Уленшпігель сказав, що картину зможе побачити тільки особа благородного походження. Тому всі «благородні» пани та пані захоплювалися порожніми голими стінами, а Уленшпігелю вдалося щасливо зникнути разом із належною йому нагородою.

## Екранізації
- Нове вбрання короля (Юрій Желябужський, 1919 рік)
- Das Kleid (НДР, 1961 рік)
- Нове вбрання короля (США, 1984 рік)
- Нове вбрання короля (США/Ізраїль, 1987)
- Нове вбрання короля (СРСР, ляльковий, 1990)
- Des Kaisers neue Kleider (чеськ. Cisárové nové šaty, ісп. Los vestidos nuevos del emperador, ФРН/Чехія/Іспанія, 1992)
- The Emperor's New Clothes[en] (США/Італія, 2001 рік)

## Цікаві факти
- В українській та російській мовах фраза хлопчика, який викрив «вбрання» короля, — «А король — голий!» — стала крилатим виразом . Її вживають, коли розкриваються якісь непривабливі або нереальні властивості обговорюваної людини або об'єкта.
- В англійській мові існує аналогічний фразеологізм такого ж походження —  «The emperor has / wears no clothes».[2]
- Існує адаптація літературної казки у драматичний твір, написаний Є. Шварцем. Ошуканці представлені в ній як позитивні персонажі.